# Vernois-le-Fol
Pour les articles homonymes, voir Vernois.
Ancienne commune du Doubs, Vernois-le-Fol a existé de la fin du XVIIIe siècle à 1973. Elle a été créée entre 1790 et 1794 par la fusion des communes du Fol et de Vernois. En 1973, elle a été rattachée à la commune de Glère.

## Toponymie
Le nom de la localité est attesté sous la forme le Vernoy en 1671.
Il pourrait s'agir d'un toponyme désignant une aunaie (gaulois *verno = aulne).

## Histoire
Le 1er juillet 1973, la commune de Vernois-le-Fol est rattachée à celle de Glère sous le régime de la fusion-association.

## Politique et administration
| Période                                  | Période | Identité      | Étiquette | Qualité |
| ---------------------------------------- | ------- | ------------- | --------- | ------- |
|                                          |         | Henri LAMBERT |           |         |
| Les données manquantes sont à compléter. |         |               |           |         |

## Démographie
| 1911 | 1921 | 1926 | 1931 | 1936 | 1946 | 1954 | 1962 | 1968 |
| ---- | ---- | ---- | ---- | ---- | ---- | ---- | ---- | ---- |
| 108  | 94   | 120  | 161  | 96   | 96   | 90   | 89   | 83   |

## Pour approfondir